# Regent (1488)
Regent – angielska XV-wieczna wielka karaka. Największy okręt we flocie króla Henryka VII klasyfikowany jako Wielki Okręt (ang: Great Ship). Służył następnie jako okręt flagowy floty Henryka VIII został zniszczony w czasie bitwy morskiej pod St Mathieu.

## Historia
Okręt został zbudowany na zamówienie Henryka VII pod nazwą "Grace Dieu" (jako trzeci z kolei okręt noszący tę nazwę), którą zmieniono w momencie wejścia do służby w roku 1489 na "Regent". Statek powstał aby zastąpić rozebrany w 1486 lub 1487 flagowy okręt floty królewskiej "Grace Dieu" (drugi okręt noszący tę nazwę zbudowany w 1449). W materiałach źródłowych występują rozbieżności na temat miejsca gdzie "Regent" został zbudowany. Najprawdopodobniej miało to miejsce nad rzeką Rother w hrabstwie Sussex lub w Catham nad rzeką Medway w hrabstwie Kent. Kadłub okrętu został wykonany w technice poszycia zakładkowego.
"Regent", podobnie jak inne statki wojenne z przełomu XV i XVI wieku, był wyposażony w wysokie kasztele na dziobie i rufie, będące stanowiskami bojowymi dla żołnierzy uzbrojonych w broń drzewcową i białą, łuczników i artylerzystów. Okręt posiadał również ciężkie działa rozmieszczone najprawdopodobniej na dwóch pokładach wzdłuż burt, ale większość z imponującej liczby luf stanowiły lekkie ręczne działka niewielkiego wagomiaru przeznaczone do zwalczania żołnierzy podczas abordażu wrogiego okrętu. Dopiero następne okręty epoki Tudorów – "Mary Rose" i "Henry Grace a Dieu" miały działa świadomie rozmieszczone w baterii burtowej.
w 1489 "Regent" został wysłany wraz z flotą angielską aby wziąć udział w interwencji w Bretanii w czasie wojny francusko-bretońskiej. w 1497 i 1511 "Regent" wyruszał przeciwko flocie Szkocji, nie brał jednak bezpośrednio udziału w walce.
W 1512 Henryk VIII w ramach Świętej Ligi wysłał swoje wojsko i flotę przeciwko Francji. Okręty angielskie pod dowództwem Edwarda Howarda zmierzyły się 10 sierpnia z Francuzami w czasie bitwy morskiej pod St Mathieu niedaleko Brestu. "Regent" dowodzony przez sir Thomasa Knyventa starł się z flagowym okrętem floty francuskiej "Marie de la Cordeliere". Po zażartej, ponad dwugodzinnej walce wręcz francuski okręt zapalił się, a wkrótce potem ogień przeniósł się na "Regent". Wkrótce potem na "Marie de la Cordeliere" eksplodował magazyn prochu i okręt zatonął z niemal cała 1000-osobową załogą. Kilka minut później taki sam los spotkał "Regent". Po eksplozji prochu okręt zatonął z dużymi stratami w ludziach, uratowało się ok. 180 osób z jego załogi. Mimo utraty okrętu, bitwa zakończyła się zwycięstwem Anglików.